# Испанско-китайские отношения
Испанско-китайские отношения — двусторонние дипломатические отношения между Испанией и Китаем, которые были установлены в 1973 году. 

## История
Первые контакты этих странам состоялись между Империей Мин и испанскими Филиппинами. Испанская империя имела планы по захвату территории Китая. В 1574 году китайский пират Лимахонг напал на Манилу, чиновники провинции Фуцзянь предложили испанцам открыть торговый порт на острове к югу от Сямыня в обмен на  Лимахонга. Однако, губернатор Филиппин не дал положительного ответа, а Лимахонг покинул Манилу.
В 1598 году чиновники Кантона разрешили Испании торговать в Эль-Пиньяле, порту в дельте Жемчужной реки недалеко от Макао. Португальцы в Макао жестоко отреагировали, изгнав испанцев из этого района с использованием оружия в 1600 году. В 1927 году между Испанской империей и националистическим правительством Чан Кайши был подписан договор о признании экстерриториальности. Испанский генеральный консул в Шанхае обладал также полномочиями посланника. Во время правления каудильо Франсиско Франко Испания имела дипломатические отношения с Китайской Республикой.
В 1973 году Франкистская Испания и Китайская Народная Республика установили официальные дипломатические отношения, которые постепенно улучшались с официальными государственными визитами и различными обменами. В Испании состоялась выставка ЭКСПО-2008 с участием китайской делегации, а затем в Китае прошла выставка ЭКСПО-2010, где у Испании был павильон.
В июле 2019 года послы ООН из 22 стран, включая Испанию, подписали совместное письмо в Совет по правам человека ООН, осуждающее  отношение правительства КНР к уйгурам и другим группам меньшинств, и призывающее закрыть лагеря перевоспитания в Синьцзяне.

## Торговля
Объём товарооборота между странами значительно вырос за последние годы: в 2004 году было осуществлено торговых операций на сумму 7,2 миллиарда долларов США, а к октябрю 2008 года уже на 22,7 миллиарда долларов США. Как следствие, Китай стал шестым по величине торговым партнером Испании. С 1 января по 30 июня 2010 года Испания председательствовала в Европейском союзе и поддерживала отмену эмбарго на поставки оружия в Китай для стимулирования роста двусторонней торговли, поскольку в 2008 году экспорт Китая в страны Европейского союза составил сумму 248 миллиардов евро, но импорт был на отметке в 78 млрд. евро.
Большинство грузов между Китаем и Европейским союзом (включая Испанию) отправляется по морю, но также имеются ускоренные контейнерные поезда движущиеся из Иу (провинция Чжэцзян) в Мадрид.

## Дипломатические представительства
- Испания имеет посольство в Пекине[13].
- Китай содержит посольство в Мадриде[14].